# 王臬
王臬（1477年—1553年），字汝陳，號遲菴，直隸鎮江府金壇縣人，民籍，明朝政治人物。

## 生平
正德二年（1507年）丁卯科應天府鄉試第二十名舉人。正德十二年（1517年）中式丁丑科會試第十七名，登第二甲第十七名進士。工部观政，授兵部车駕司主事。諫武宗南巡，被廷杖。历官南京吏部郎中，出为山东東昌府知府，嘉靖九年（1530年）任宁波府知府，終山東巡海道副使。著有《遲菴集》。

## 家族
曾祖王政，曾任義官；祖父王鎮，曾任承事郎；父王瀚，曾任義官。母馮氏。具庆下。兄王杲（监生）。弟王楷、王柬（监生）、王槩、王樂、王雧。